# Porta Furba
Porta Furba (arco di Sisto V) è l'arco che si forma nell'incrocio tra l’acquedotto Felice e la via Tuscolana, all'interno del quartiere Tuscolano a Roma.

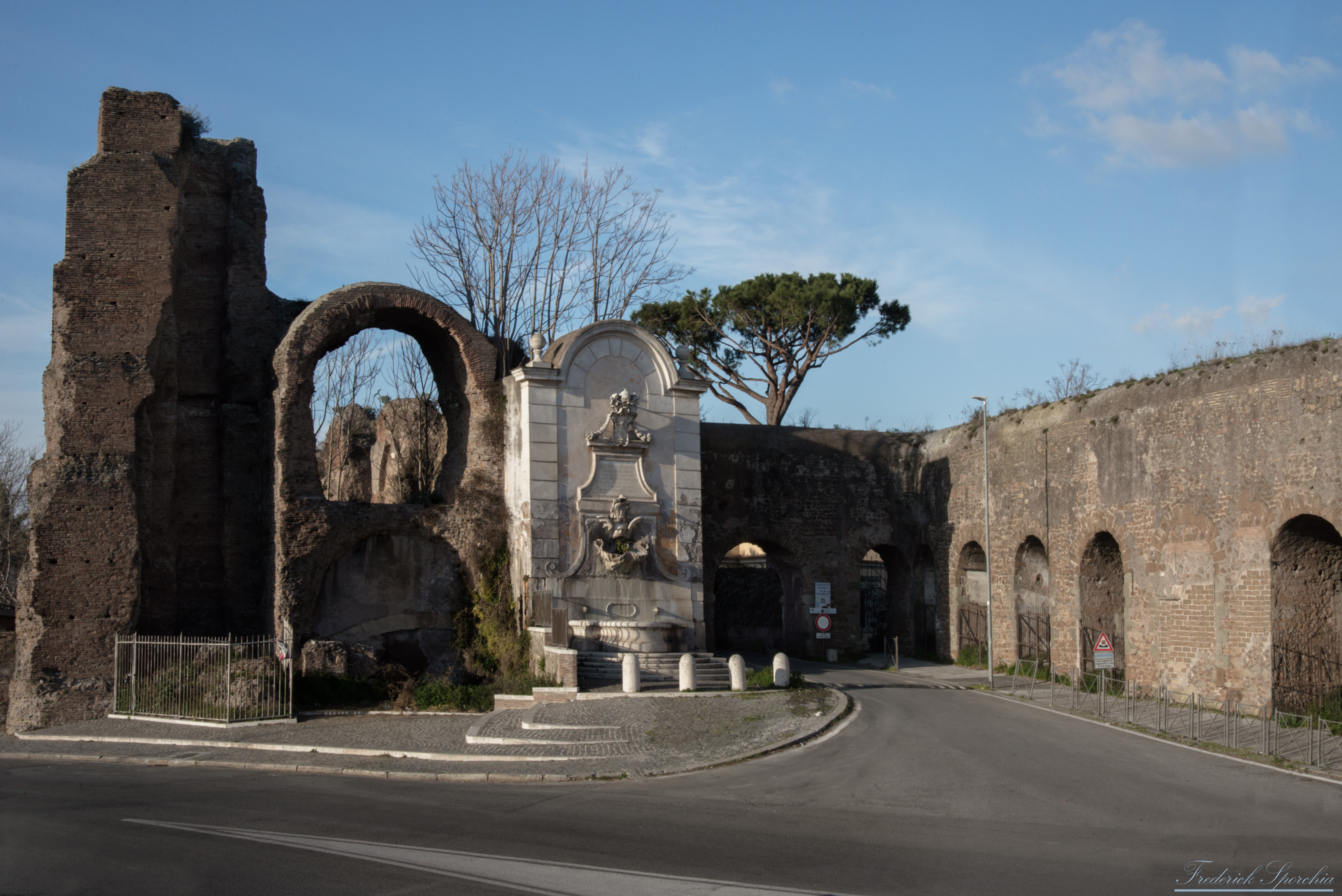
Fontana di Clemente XII, con la porta e l'Acquedotto Felice

## La storia
L'opera fu realizzata sotto il pontificato di Sisto V (Felice Peretti) quando nel 1585, il papa volle intraprendere la costruzione di un nuovo acquedotto (acquedotto Felice) per ovviare ai problemi di approvvigionamento d'acqua che affliggevano Roma in quel periodo. La costruzione di Porta Furba volle comunque ricollegarsi stilisticamente alla scuola degli antichi architetti romani, che usavano creare arcate monumentali laddove gli acquedotti intersecavano il passaggio delle grandi vie consolari.
L'origine del nome e toponimo di Porta Furba non è certa: alcuni sostengono che derivi dal latino fur, cioè ladro, in riferimento ai briganti che taglieggiavano chi passava per la porta, per altri  deriva da un'alterazione della parola formae, termine che nel medioevo era usato per dare il nome agli acquedotti, così come sono infatti chiamati nella carta di Eufrosino della Volpaia del 1547.

## Lo stile
L'arco è rivestito in blocchi di peperino e tufo.
La chiave di volta, la linea dell'arco e le cornici delle iscrizioni sono in travertino.
Le iscrizioni sono scolpite su marmo e celebrano la costruzione dell'acquedotto.

## La fontana di Clemente XII

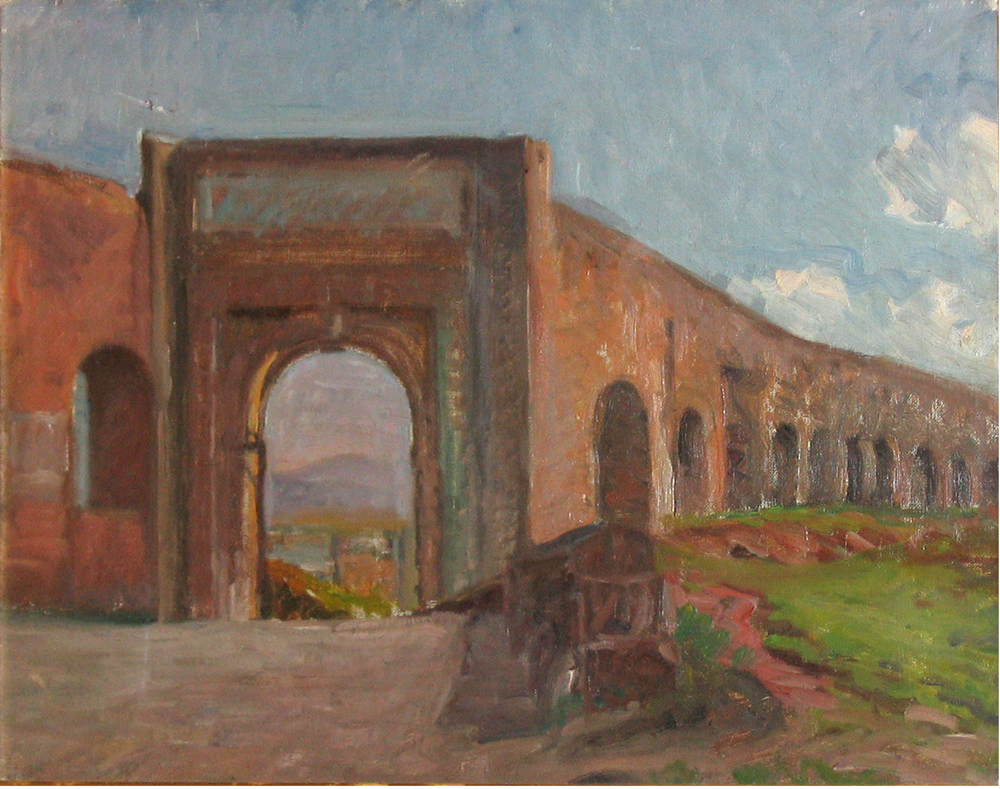
Porta Furba e l'Acquedotto Felice in un dipinto del 1902 di Albert Gottschalk

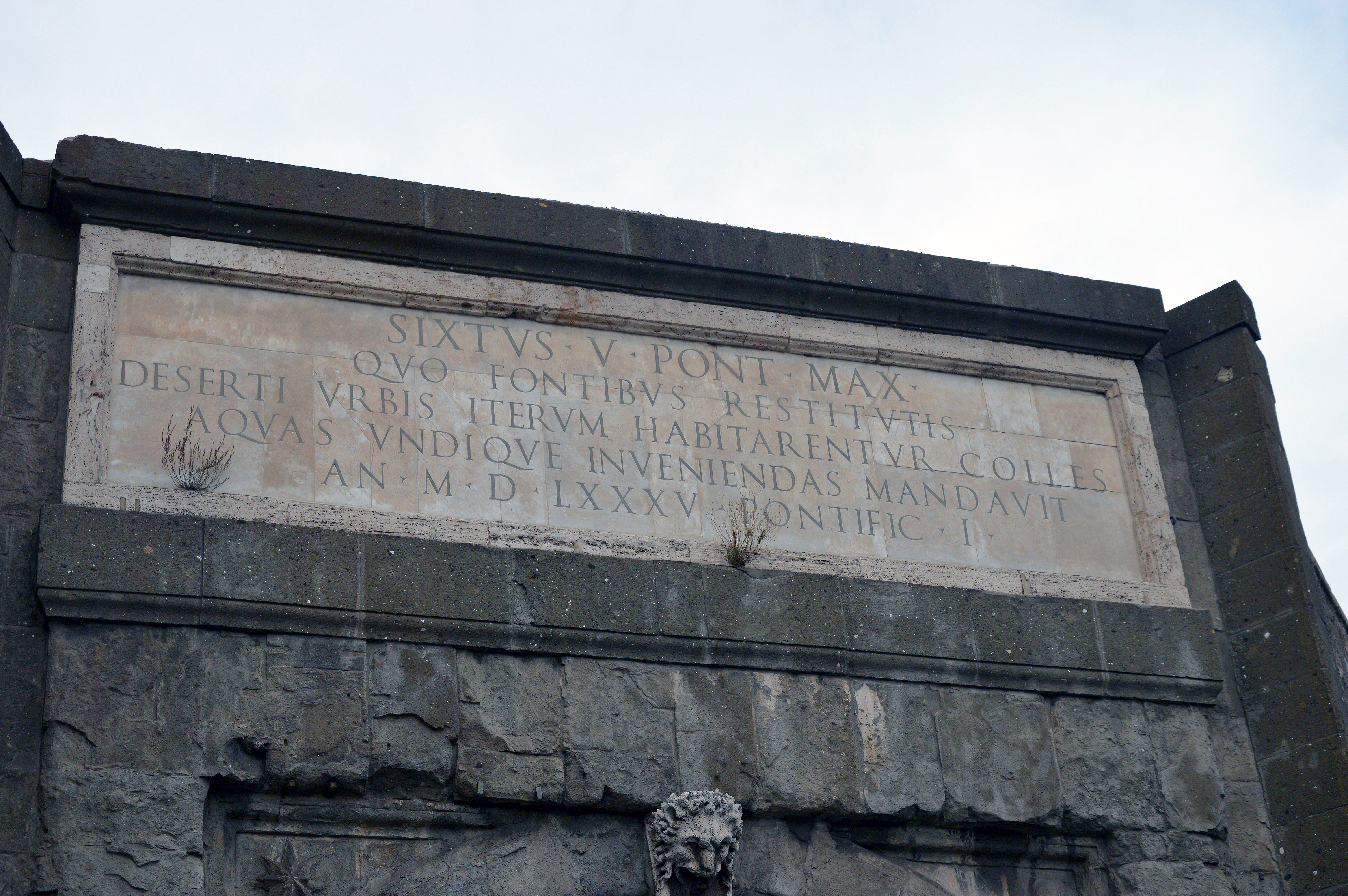
Iscrizione su una volta dell'arco

Accanto alla porta si trova la fontana di Clemente XII. Inizialmente realizzata da papa Sisto V contemporaneamente all'acquedotto Felice, venne fatta restaurare ed ampliare nel 1733, forse ad opera di Luigi Vanvitelli, da Clemente XII per le pessime condizioni in cui versava. La fontana (anticamente chiamata “fontana bella”) ha l'aspetto di una "mostra", è realizzata in travertino e poggia su una parete delimitata da lastre in marmo sormontata da una cornice ad arco; l'acqua (nei pochi periodi in cui la fontana non è priva dell'alimentazione) fuoriesce da un mascherone alato e si versa in una conchiglia dalla quale cade in una grande vasca sopraelevata di cinque gradini sul livello stradale. In alto, al centro della cornice, è posto lo stemma papale, sotto il quale c'è un'iscrizione che si riferisce al restauro dell'acquedotto:
È presente anche lo stemma cardinalizio del citato mons. Felice Passerini, all'epoca presidente delle acque.
Un successivo restauro risale al 1897, a cura del Comune di Roma.